# Natri chloride
Natri chloride (hay còn gọi là muối ăn, muối hay muối mỏ) là một hợp chất vô cơ với công thức hóa học NaCl. Natri chloride là muối chủ yếu tạo ra độ mặn trong các đại dương và của chất lỏng ngoại bào của nhiều cơ thể đa bào. Là thành phần chính trong muối ăn, nó được sử dụng phổ biến như là gia vị và chất bảo quản thực phẩm. Ở Việt Nam, muối ăn được khai thác ở các vùng ven biển, nơi có độ mặn cao.

## Cấu trúc tinh thể
Natri chloride tạo thành các tinh thể có cấu trúc cân đối lập phương. Trong các tinh thể này, các anion chloride lớn được sắp xếp trong khối khép kín lập phương, trong khi các cation natri nhỏ hơn lấp vào các lỗ hổng bát diện giữa chúng. Mỗi ion được bao quanh bởi 6 ion khác loại. Cấu trúc cơ bản như thế này cũng được tìm thấy trong nhiều khoáng chất khác và được biết đến như là cấu trúc halide.

## Vai trò sinh học
Natri chloride là khoáng chất thiết yếu cho sự sống trên Trái Đất. Phần lớn các mô sinh học và chất lỏng trong cơ thể chứa các lượng khác nhau của natri chloride. Nồng độ các ion natri trong máu có mối liên quan trực tiếp với sự điều chỉnh các mức an toàn của hệ cơ thể-chất lỏng. Sự truyền các xung thần kinh bởi sự truyền tính trạng tín hiệu được điều chỉnh bởi các ion natri. (Các ion kali – một kim loại có các thuộc tính rất giống natri, cũng là thành phần chính trong cùng các hệ cơ thể).
Dung dịch 0,9% natri chloride trong nước được gọi là nước đẳng trương hay dung dịch sinh lý học do nó là đẳng trương với huyết tương. Nó được biết đến trong y học như là normal saline. Dung dịch nước đẳng trương là cơ sở chính của phẫu thuật thay thế chất lỏng được sử dụng rộng rãi trong y học để ngăn chặn hay xử lý sự mất nước, hay để truyền ven để ngăn sốc do mất máu.
Người khá dị thường trong số các loài linh trưởng do sự bài tiết mồ hôi chứa một lượng lớn natri chloride.

## Muối trong lịch sử

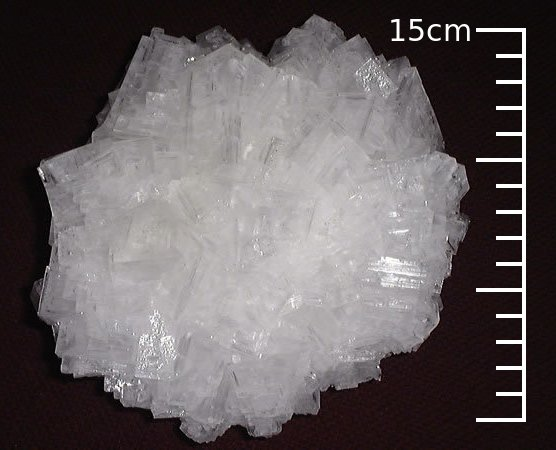
Các tinh thể muối được hình thành một cách tự nhiên

Khả năng bảo quản của muối là cơ sở của các nền văn minh. Nó góp phần loại bỏ sự phụ thuộc vào khả năng cung ứng thực phẩm theo mùa và cho phép con người có thể đi xa khỏi nơi cư trú mà không lo sợ thiếu thực phẩm. Vào thời Trung cổ, các đoàn lữ hành cùng với khoảng 40.000 lạc đà đã đi tới 4.000 dặm xuyên qua Sahara có chở theo muối, đôi khi để trao đổi lấy nô lệ.
Cho đến những năm đầu thế kỷ XX, muối vẫn còn là một trong các động cơ chủ yếu của các nền kinh tế và các cuộc chiến tranh. Muối đóng một vai trò nổi bật trong việc xác định quyền lực và sự phân bổ vị trí của các thành phố lớn nhất trên thế giới. Timbuktu đã từng là một trong các thị trường muối lớn nhất. Liverpool phát triển từ một cảng nhỏ của Anh để trở thành hải cảng xuất khẩu chủ yếu đối với các loại muối mỏ được khai thác từ mỏ muối lớn Cheshire và vì thế trở thành nguồn của muối thế giới trong những năm thế kỷ XIX.
Muối đã tạo ra và hủy diệt các vương quốc. Các mỏ muối ở Ba Lan đã dẫn tới sự ra đời của hàng loạt các vương quốc trong thế kỷ XVI, và chỉ bị tiêu diệt khi người Đức đưa ra loại muối biển (thông thường, đối với phần lớn trên thế giới, được coi là 'hơn hẳn' muối mỏ). Người Venezia đã đánh nhau và giành thắng lợi trong cuộc chiến với người Genova về vấn đề muối. Tuy nhiên, người Genova mới là người giành thắng lợi cuối cùng. Những công dân Genova như Christopher Columbus và Giovanni Caboto đã "phá hủy" thương mại ở Địa Trung Hải bằng việc giới thiệu Tân Thế giới đối với thị trường.
Muối đã từng là một trong số các hàng hóa có giá trị nhất đối với loài người. Muối đã từng bị đánh thuế có lẽ từ thế kỷ XX TCN ở Trung Quốc. Trong thời kỳ Đế chế La Mã, muối đôi khi được sử dụng như là đơn vị tiền tệ, và có lẽ là nguồn gốc của từ salary ("salt money"-tức tiền muối, xem dưới đây từ nguyên học). Cộng hòa La Mã và Đế chế La Mã đã kiểm soát giá muối, tăng nó để có tiền cho các cuộc chiến hay giảm nó để đảm bảo cho các công dân nghèo nhất cũng có thể dễ dàng có được phần quan trọng trong khẩu phần thức ăn này. Trong tiến trình lịch sử, muối ăn đã có ảnh hưởng tới diễn biến các cuộc chiến, chính sách tài chính của các nhà nước và thậm chí là sự khởi đầu của các cuộc cách mạng.
Tại đế chế Mali, các thương nhân ở Timbuktu thế kỷ XII-cánh cửa tới sa mạc Sahara và trung tâm văn học-đánh giá muối có giá trị đến mức chỉ có thể mua nó theo trọng lượng tính đúng bằng trọng lượng của vàng; việc kinh doanh này dẫn tới truyền thuyết về sự giàu có khó tưởng tượng nổi của Timbuktu và là nguyên nhân dẫn tới lạm phát ở châu Âu, là nơi mà muối được xuất khẩu tới.
Thời gian sau này, ví dụ trong thời kỳ đô hộ của người Anh thì việc sản xuất và vận chuyển muối đã được kiểm soát ở Ấn Độ như là các biện pháp để thu được nhiều tiền thuế. Điều này cuối cùng đã dẫn tới cuộc biểu tình muối ở Dandi, do Mahatma Gandhi dẫn đầu vào năm 1930 trong đó hàng nghìn người Ấn Độ đã ra biển để sản xuất muối cho chính họ nhằm phản đối chính sách thuế của người Anh.
Việc buôn bán muối dựa trên một thực tế — nó đem lại nhiều lợi nhuận hơn khi bán các thực phẩm có chứa muối chứ không phải chính muối. Trước khi các mỏ muối ở Cheshire được phát hiện thì việc kinh doanh khổng lồ các loại cá của người Anh đối với muối của người Pháp đã từng tồn tại. Điều này không phải là sự hòa hợp tốt đẹp cho mỗi quốc gia khi họ không muốn phụ thuộc vào nhau. Cuộc tìm kiếm cá và muối đã dẫn tới cuộc chiến tranh bảy năm giữa hai nước. Với sự kiểm soát của người Anh đối với nghề muối ở Bahamas và cá tuyết Bắc Mỹ thì tầm ảnh hưởng của họ đã tăng lên nhanh chóng trên thế giới. Việc tìm kiếm các mỏ dầu vào cuối thế kỷ XIX và đầu thế kỷ XX đã sử dụng các công nghệ và phương thức mà những người khai thác muối đã dùng, thậm chí đến mức mà họ tìm kiếm dầu ở những nơi có các mỏ muối.

## Trong tôn giáo
Có 32 chỉ dẫn liên quan tới muối trong Kinh Thánh, quen thuộc nhất có lẽ là câu chuyện về vợ của Lot, là người đã trở thành cột muối sau khi bà đã không tuân lệnh các thiên sứ và quay lại nhìn thành phố độc ác Sodom (Chúa sáng tạo ra thế giới 19:26). Giê-su cũng được nói đến đối với các tín đồ của ông như là "muối của đất" (Matthew 5:13), một minh chứng cho giá trị lớn của muối trong thế giới cổ đại.
Trong tín ngưỡng shinto của người Nhật, muối được coi là "tinh khiết" và có thể sử dụng để làm tinh khiết (ban phúc) cho con người và các địa điểm.

## Sản xuất và sử dụng

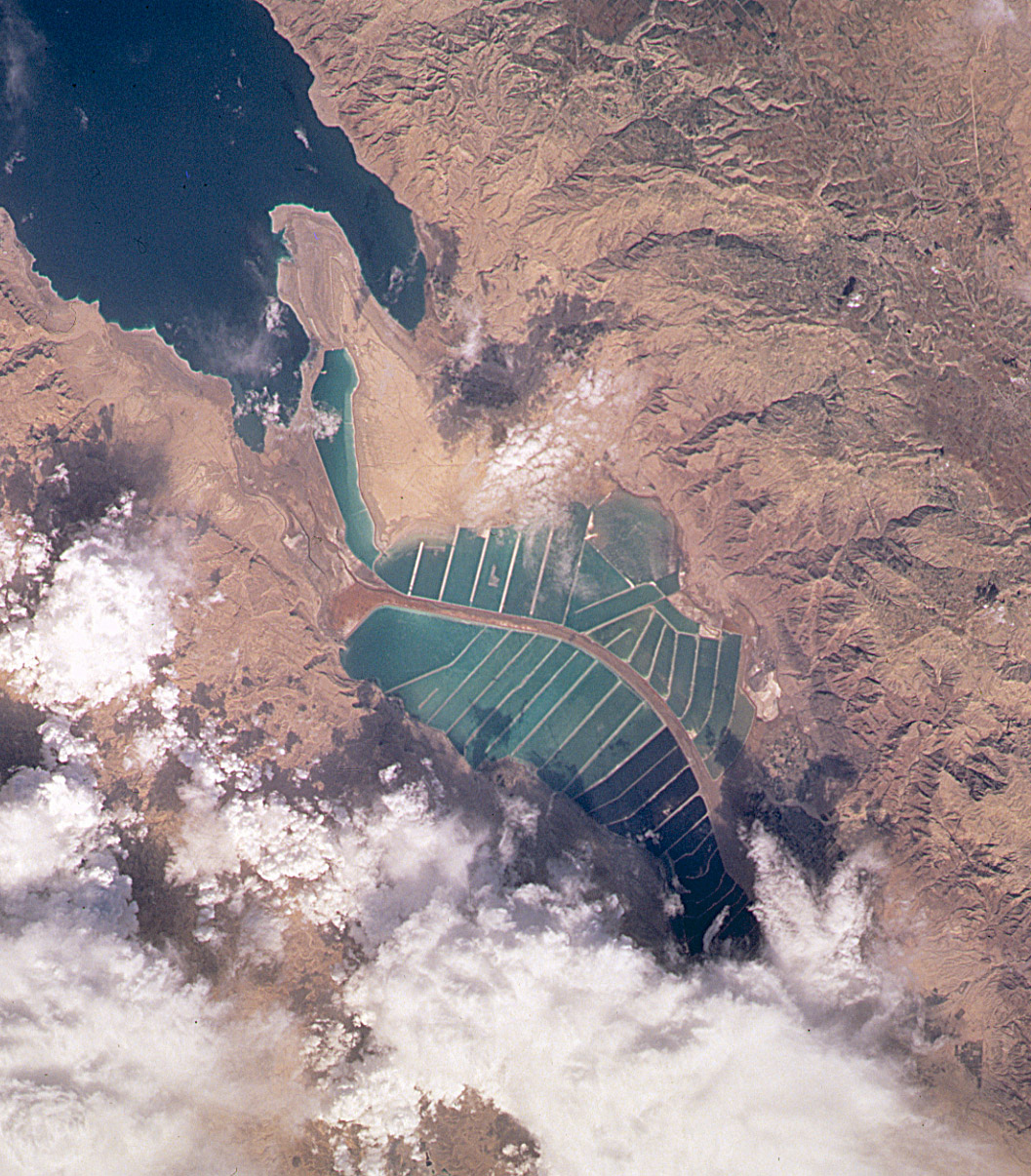
Các ruộng muối để làm bay hơi nước biển của người Jordan và Israel ở phía nam biển Chết.

Ngày nay, muối được sản xuất bằng cách cho bay hơi nước biển hay nước muối từ các nguồn khác, chẳng hạn các giếng nước muối và hồ muối, và bằng khai thác muối mỏ.
Trong khi phần lớn mọi người là quen thuộc với việc sử dụng nhiều muối trong nấu ăn, thì họ có thể lại không biết là muối được sử dụng quá nhiều trong các ứng dụng khác, từ sản xuất bột giấy và giấy tới cố định thuốc nhuộm trong công nghiệp dệt may và sản xuất vải, trong sản xuất xà phòng và bột giặt. Tại phần lớn các khu vực của Canada và miền bắc Hoa Kỳ thì một lượng lớn muối mỏ được sử dụng để giúp làm sạch băng ra khỏi các đường cao tốc trong mùa đông, mặc dù "Road Salt" mất khả năng làm chảy băng ở nhiệt độ dưới −20 đến −15 °C (−4 đến 5 °F; 253 đến 258 K)
Muối cũng là nguyên liệu để sản xuất chlor là chất cần thiết để sản xuất nhiều vật liệu ngày nay như PVC và một số thuốc trừ sâu.
| Dung môi                                                                                         | Độ tan (g NaCl/100 g dung môi ở 25 ℃) |
| ------------------------------------------------------------------------------------------------ | ------------------------------------- |
| Nước                                                                                             | 36                                    |
| Dung dịch amonia                                                                                 | 3,02                                  |
| Methanol                                                                                         | 1,4                                   |
| Acid formic                                                                                      | 5,2                                   |
| Sulfolan                                                                                         | 0,005                                 |
| Acetonitril                                                                                      | 0,0003                                |
| Aceton                                                                                           | 0,000042                              |
| Formamid                                                                                         | 9,4                                   |
| Dimethyl formamid                                                                                | 0,04                                  |
| Tham khảo: Burgess, J. Metal Ions in Solution (Ellis Horwood, New York, 1978) ISBN 0-85312-027-7 |                                       |

### Chất điều vị
Xem bài chính: Muối ăn
Muối được sử dụng chủ yếu như là chất điều vị cho thực phẩm và được xác định như là một trong số các vị cơ bản. Thật không may là nhiều khi người ta ăn quá nhiều muối vượt quá định lượng cần thiết, cụ thể là ở các vùng có khí hậu lạnh. Điều này dẫn đến sự tăng cao huyết áp ở một số người, mà trong nhiều trường hợp là nguyên nhân của chứng nhồi máu cơ tim.

### Sử dụng trong sinh học
Nhiều loại vi sinh vật không thể sống trong các môi trường quá mặn: nước bị thẩm thấu ra khỏi các tế bào của chúng. Vì lý do này muối được sử dụng để bảo quản một số thực phẩm, chẳng hạn thịt/cá xông khói. Nó cũng được sử dụng để khử trùng các vết thương.

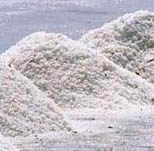
Đống muối

### Khử băng
Trong khi muối là mặt hàng khan hiếm trong lịch sử thì sản xuất công nghiệp ngày nay đã làm cho nó trở thành mặt hàng rẻ tiền. Khoảng 51% tổng sản lượng muối toàn thế giới hiện nay được các nước có khí hậu lạnh dùng để khử băng các con đường trong mùa đông. Điều này là do muối và nước tạo ra một hỗn hợp eutecti có điểm đóng băng thấp hơn khoảng 10 ℃ so với nước nguyên chất: các ion ngăn cản không cho các tinh thể nước đá thông thường được tạo ra (dưới -10 ℃ thì muối không ngăn được nước đóng băng). Các e ngại là việc sử dụng muối như thế có thể bất lợi cho môi trường. Vì thế tại Canada thì người ta đã đề ra các định mức để giảm thiểu việc sử dụng muối trong việc khử băng.

### Các phụ gia
Muối ăn mà ngày nay người ta mua về dùng không phải là natri chloride nguyên chất như nhiều người vẫn tưởng. Năm 1911 magie cacbonat đã lần đầu tiên được thêm vào muối để làm cho nó ít vón cục. Năm 1924 các lượng nhỏ iod trong dạng natri iodide, kali iodide hay kali iodat đã được thêm vào, tạo ra muối iod nhằm giảm thiểu tỷ lệ mắc bệnh bướu cổ.

## Từ nguyên học

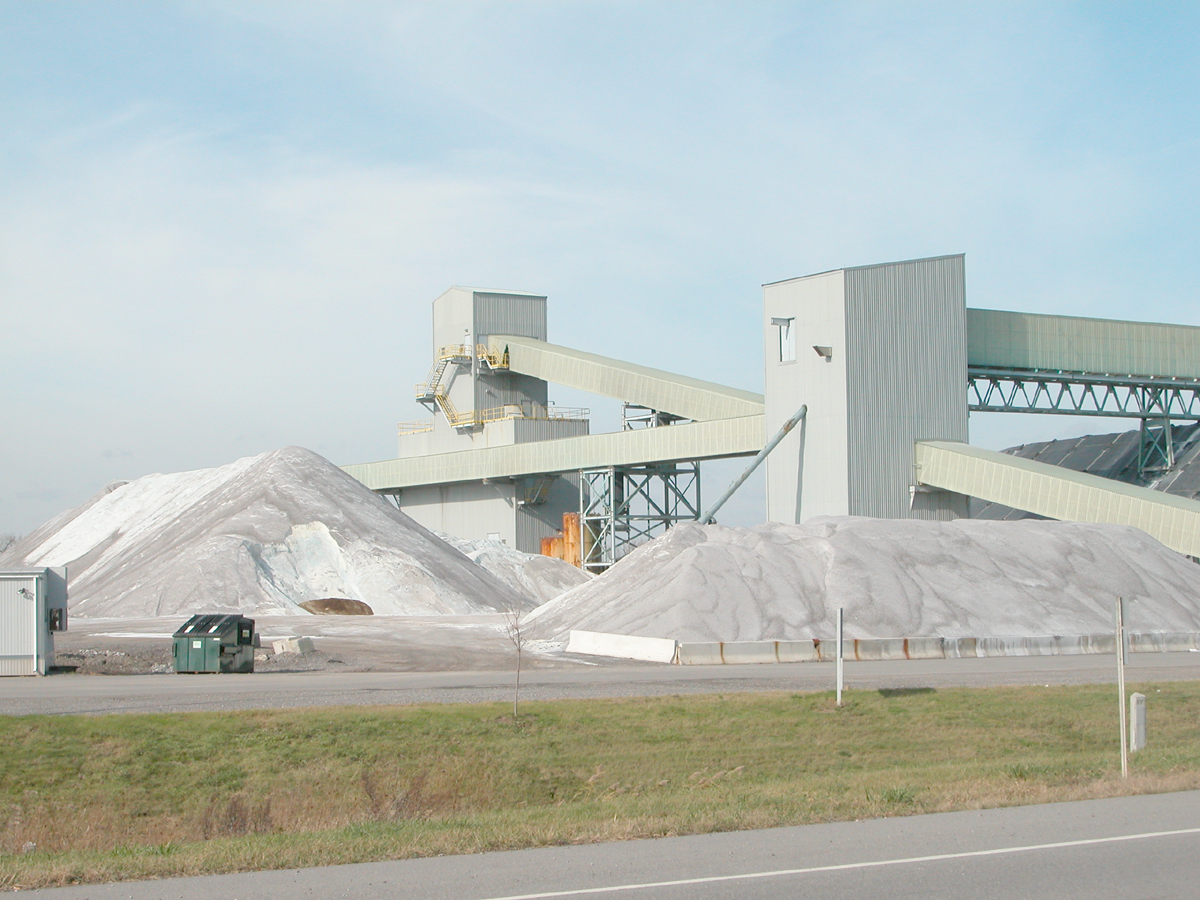
Mỏ muối gần Mount Morris, New York, Hoa Kỳ.

Muối có ảnh hưởng tới tiếng Anh. Nhiều hiệu ứng của nó vẫn có thể thấy được cho đến tận ngày nay. Các từ và thành ngữ liên quan đến muối chủ yếu đến từ các nền văn minh cổ đại của La Mã và Hy Lạp khi muối còn là mặt hàng có giá trị lớn.
Binh lính La Mã đã được trợ cấp để mua muối (tiếng Latinh: sal), salarium argentum, mà từ đó có từ tiếng Anh ngày nay salary. Người La Mã cũng thích cho muối vào rau xanh của họ, điều này dẫn đến từ Latinh cho muối được tích hợp lại trong từ salad (trong tiếng Latinh bản xứ thì salata có nghĩa là "ướp muối").

## Các dữ liệu khác
- Đất mặn nói chung không thích hợp cho nông nghiệp, vì thế đã có thực tế của làm mặn đất.
- Niềm tin mê tín là muối bị rớt xuống đem lại sự không may mắn được cho là có nguồn gốc từ lọ muối bị lật đổ trước mặt Giu-đa tại Bữa ăn tối cuối cùng, được thể hiện trong bức họa nổi tiếng của Leonardo da Vinci là Bữa ăn tối cuối cùng.
- Do nồng độ muối cao của mình nên nước của biển Chết có tỷ trọng riêng cao đến mức một số vật thể mà thông thường không nổi trong nước vẫn có khả năng nổi trong nước của biển này. Người có thể nổi dễ dàng trong nước của biển này, do có tỷ trọng riêng chỉ cao hơn một chút so với nước tinh khiết. (Chỉ có 8% muối trong nước biển Chết là NaCl; 53% là MgCl2, 37% là KCl.)
- Các thành phố Cincinnati, Detroit và Hutchinson là các thành phố có nhiều mỏ muối đang khai thác nhất.
- Đệ Tam Quốc xã lưu trữ phần lớn tiền, các bức tranh và các công trình nghệ thuật khác trong các mỏ muối và nhiều tài liệu, vật phẩm quan trọng vẫn tiếp tục được lưu trữ trong các mỏ muối cũ cho đến nay. Chúng cũng được sử dụng để lưu trữ chất thải hạt nhân.